# Cantó d'Orlhac-1
El cantó d'Orlhac-1 és un cantó francès al districte d'Orlhac (departament de Cantal) que compta amb part del municipi d'Aurillac.
| Data d'elecció                           | Identitat      | Partit                             | Qualitat |
| ---------------------------------------- | -------------- | ---------------------------------- | -------- |
| 1958-1976                                | Jean Mézard    | CNIP                               |          |
| 1976-1982                                | René Souchon   | PS                                 |          |
| 1982-1985                                | Antoine Dejou  | UDF-Centre dels Demòcrates Socials |          |
| 1985-1998                                | René Souchon   | PS                                 |          |
| 1998-                                    | Alain Calmette | PS                                 |          |
| les dades anteriors no són pas conegudes |                |                                    |          |

| 1962 | 1968 | 1975 | 1982 | 1990 | 1999  | 2007  |
| ---- | ---- | ---- | ---- | ---- | ----- | ----- |
| -    | -    | -    | -    | -    | 9.056 | 8.501 |